# 小行星6251
小行星6251（英語：6251 Setsuko）是一颗围绕太阳公转的小行星。1992年2月25日，秋山万喜夫、古田俊正在裾野市发现了此天体。
这颗小行星的绝对星等为42.00399967257416等。